# Bulut Kaya
Bulut Kaya (* 5. Juli 1989 in Üsküdar, Istanbul) ist ein türkischer Fußballspieler.

## Karriere
Kaya erlernte das Fußballspielen u. a. in den Nachwuchsabteilungen der Istanbuler Vereine Yenisahra SK, Beykozspor und Selimiye SK und begann im Sommer 2010 bei dem damaligen Amateurverein Ümraniyespor seine Karriere im Männerfußballbereich.
Bereits in seiner ersten Saison gelang ihm mit seinem Klub die Meisterschaft in der Bölgesel Amatör Lig, der höchsten türkischen Amateurliga und 5. türkischen Liga, und damit der Aufstieg in die TFF 3. Lig und damit in den türkischen Profifußball.
In seiner dritten Saison, der Saison 2013/14, stieg er mit diesem Klub als Meister der TFF 3. Lig in die TFF 2. Lig auf und zwei Spielzeiten später als Meister der TFF 2. Lig und das erste Mal in der Vereinsgeschichte in die TFF 1. Lig.

## Erfolge
Mit Ümraniyespor
- Meister der Bölgesel Amatör Lig und Aufstieg in die TFF 3. Lig: 2010/11
- Meister der TFF 3. Lig und Aufstieg in die TFF 2. Lig: 2013/14
- Meister der TFF 2. Lig und Aufstieg in die TFF 1. Lig: 2015/16